# 260 av. J.-C.
Cette page concerne l'année 260 av. J.-C. du calendrier julien proleptique.

## Événements
- 23 mars (21 avril du calendrier romain) : début à Rome du consulat de Cnaeus Cornelius Scipio Asina et Caius Duilius[1].
  - Rome se dote en l’espace de deux mois d’une flotte de 120 navires construits, selon la tradition romaine, sur le modèle d’un bateau punique capturé[2]. Des équipages sont entraînés à la hâte. Les alliés maritimes de Rome (Étrusques, Volsques, Grecs du Sud et Syracusains) fournissent les éléments spécialisés.
  - Les trois mille esclaves et les quatre mille alliés recrutés pour renforcer la flotte tentent de se soulever mais leur complot est découvert[3].
- Printemps : 
  - Les Étoliens obtiennent un septième siège à l’amphictyonie de Delphes. Début de leur hégémonie sur le conseil. Les représentants de la Ligue étolienne passent à neuf en 258, à onze en 238, à quatorze vers 228-223 et à quinze en 217 av. J.-C.[4].
  - Défaite navale de Rome aux îles Lipari : le consul Scipio et 17 navires sont enfermés dans le port de Lipari et faits prisonniers[5].
  - Victoire navale romaine sur Carthage à la bataille de la pointe d'Italie. Hannibal Gisco perd 50 navires[6].
- Août : Caius Duilius Nepos remporte la bataille de Mylae sur Carthage[7]. Rome, avec une flotte de 100 quinquérèmes et 20 trirèmes[8], bat les Carthaginois, pourtant supérieurs en nombre, à l’aide de grappins (« corbeaux de Duilius ») qui leur permettent de prendre les vaisseaux ennemis à l’abordage et de compenser la supériorité manœuvrière des Carthaginois. Grâce à cette victoire, les Romains ont un contrôle des mers suffisant pour pouvoir débarquer des troupes en Corse et chasser les Carthaginois de cette île.
  - Après cette victoire, Duilius mène campagne dans l'intérieur de la Sicile, oblige les Carthaginois à lever le siège de Ségeste, qui s'était révoltée contre eux, et prend Makella ; il marche ensuite vers le nord et menace Thermai. Basé à Panormos, Hamilcar profite des dissensions entre les Romains et leurs alliés pour attaquer l'armée ennemie et tuer plusieurs milliers d'hommes[9].
- Septembre : bataille de Changping, en Chine. Les armées de Qin, après avoir écrasé celles de l’État de Zhao, exécutent 450 000 prisonniers[10]. L’ampleur croissante des affrontements conduit à de nombreux massacres de cet ordre, les belligérants ne faisant pas de prisonniers, brisant ainsi toute résistance future de l’ennemi.

- Début de la seconde guerre de Syrie (fin en 253  av. J.-C.) entre Antiochos II et Ptolémée II[11].

## Naissances
- Dates approximatives : Tiberius Sempronius Longus, Ménippe de Sinope.

## Décès
- Douris de Samos, historien grec (date approximative).
- Philochore, historien (date approximative).